# Nyamnyusi
Nyamnyusi è una circoscrizione rurale (rural ward) della Tanzania situata nel distretto rurale di Kasulu, regione di Kigoma. Conta una popolazione di 16 516 abitanti (censimento 2012).